# Keylor Navas
Keylor Antonio Navas Gamboa (* 15. Dezember 1986 in San Isidro de El General) ist ein costa-ricanischer Fußballtorwart. Er steht seit 2025 bei den Newell’s Old Boys unter Vertrag, und war von 2008 bis 2024 Nationalspieler in der costa-ricanischen Nationalmannschaft. Mit Real Madrid gewann er dreimal in Folge die UEFA Champions League (2016–2018) sowie 2017 die spanische Meisterschaft. In der Saison 2017/18 wurde er zum UEFA Torhüter des Jahres gekürt.

## Karriere

### Vereine
Navas spielte in seiner Jugend ausschließlich für CD Saprissa aus San Juan de Tibás und rückte 2005 in die Erstligamannschaft auf, mit der er in seiner Premierensaison die Meisterschaft gewann, was die Mannschaft in der Folgesaison wiederholen konnte. In der Saison 2007/08 gewann er mit seinem Verein sowohl die „Invierno Scotiabank“-Meisterschaft 2007 als auch die „Verano Scotiabank“-Meisterschaft 2008. In der Spielzeit 2008/09 folgte die „Invierno Scotiabank“-Meisterschaft 2008 und 2009/10 die „Verano Scotiabank“-Meisterschaft 2010.
Darüber hinaus gewann er mit seinem Verein 2005 den CONCACAF Champions’ Cup gegen die UNAM Pumas mit 3:2 im Gesamtergebnis nach Hin- und Rückspiel.
Zur Saison 2010/11 wechselte er zum spanischen Zweitligisten Albacete Balompié, bei dem er auf Anhieb zum Stammtorwart avancierte und 36 von 42 Ligaspielen bestritt. Nach dem Abstieg am Saisonende unterschrieb er einen Dreijahresvertrag beim Erstligisten UD Levante, für den er am letzten Spieltag der Saison 2011/12 beim 3:0-Heimsieg gegen Athletic Bilbao debütierte. Nach dem Abgang von Gustavo Munúa stieg er zur Saison 2013/14 zum Stammspieler auf, bestritt 37 Ligaspiele und wurde am Saisonende als bester Torhüter der Liga ausgezeichnet.
Zur Saison 2014/15 wechselte Navas zu Real Madrid. Er unterschrieb einen Sechsjahresvertrag bis zum 30. Juni 2020. Bei den Madrilenen blieb ihm hinter Vereinsikone Iker Casillas zunächst nur die Reservistenrolle. Nach dem Abschied von Casillas und dem gescheiterten Transfer von David de Gea avancierte Navas auch bei Real Madrid zum Stammtorhüter und behauptete sich mit guten Leistungen. Obwohl in den Medien aufgrund vereinzelter Aussetzer nie komplett unumstritten, war er Stammtorhüter der Mannschaft, die unter Trainer Zinédine Zidane zwischen 2016 und 2018 dreimal die UEFA Champions League, eine Meisterschaft, eine Supercopa sowie je zweimal die FIFA-Klub-WM und den UEFA Super Cup gewann. Nach dem Rücktritt Zidanes und der Verpflichtung von Thibaut Courtois verlor Navas in der Saison 2018/19 seinen Stammplatz.
Anfang September 2019 wechselte Navas in die französische Ligue 1 zu Paris Saint-Germain. Er unterschrieb einen Vertrag mit einer Laufzeit bis zum 30. Juni 2023. Im Gegenzug wechselte Alphonse Aréola auf Leihbasis zu Real Madrid. Mit Paris Saint-Germain gewann er zweimal die französische Meisterschaft, den letzten ausgetragenen französischen Ligapokal 2020, zweimal den französischen Pokal und zweimal den französischen Supercup. Nachdem er in der Saison 2022/23 nur Ersatz für Stammtorhüter Gianluigi Donnarumma geblieben war, wechselte der 36-Jährige Ende Januar 2023 auf Leihbasis zum englischen Erstligisten Nottingham Forest.
Nach einem halben Jahr der Vereinslosigkeit unterschrieb er am 21. Januar 2025 einen Einjahresvertrag beim argentinischen Erstligisten Newell’s Old Boys.

### Nationalmannschaft
Navas debütierte am 11. Oktober 2008 in Paramaribo beim 4:1-Sieg im Qualifikationsspiel für die Weltmeisterschaft 2010 gegen die Auswahl Surinams im Trikot der costa-ricanischen Nationalmannschaft. Er nahm ferner an der vom 3. bis 26. Juli 2009 an der in den Vereinigten Staaten ausgetragenen Kontinentalmeisterschaft (CONCACAF Gold Cup) teil und wurde als „Bester Torhüter“ des Turniers ausgezeichnet.
Er gehörte dem Kader während der Weltmeisterschaft 2014 an, bestritt alle Gruppenspiele und auch das Achtelfinale, das Costa Rica mit 5:3 i. E. gegen die Auswahl Griechenlands gewann. Mit einem abgewehrten Strafstoß trug er wesentlich zum größten Erfolg in der Verbandsgeschichte, dem Einzug ins WM-Viertelfinale, bei. Im Viertelfinalspiel gegen die Auswahl der Niederlande blieb er bis zur 120. Minute ohne Gegentreffer und schied mit seiner Mannschaft erst mit 3:4 im Elfmeterschießen aus dem Turnier aus. Während des Turniers wurde er dreimal zum Man of the Match gewählt. Auch 2018 nahm er mit Costa Rica an der Weltmeisterschaft teil. Navas absolvierte alle drei Spiele in der Vorrunde, nach der Costa Rica als Letzter der Gruppe E ausschied.

## Titel und Auszeichnungen
Real Madrid
- UEFA Champions League (3): 2016, 2017, 2018
- UEFA Super Cup (3): 2014 1, 2016 1, 2017
- FIFA-Klub-Weltmeisterschaft (4): 2014 1, 2016, 2017, 2018 1
- Spanischer Meister (1): 2017
- Spanischer Supercupsieger (1): 2017

Paris Saint-Germain
- Französischer Meister (3): 2020, 2022, 2024
- Französischer Pokalsieger (3): 2020, 2021, 2024
- Französischer Ligapokalsieger (1): 2020
- Französischer Supercupsieger (2): 2020, 2022

Persönliche Auszeichnungen
- UEFA Torhüter des Jahres: 2017/18
- Dreimaliger Man of the Match bei der Weltmeisterschaft 2014
- Spieler des Monats der Primera División: März 2014
- Spieler des Monats der Ligue 1: März 2021
- Torhüter des Jahres der Ligue 1: 2020/21

## Filmografie
- 2017:  Keylor Navas – Die wahre Geschichte des Champions League Siegers (Cameo-Auftritt)
- 2022: Keylor Navas, Film von Dinga Haines, DVD, Gerth Medien